# Алишейхов, Али Магомедович
Али Магомедович Алишейхов (род. 1937, в с. Урахи, ДАССР, РСФСР, СССР — ум 2009 г. Махачкала, РД, РФ) — советский и российский учёный – зоотехник, доктор сельскохозяйственных наук, профессор. Заслуженный зоотехник Российской Федерации, Заслуженный деятель науки Республики Дагестан. Проректор ДСХИ (1979–1985). Академик Международной Академии информатизации.

## Биография
Родился в 1937 году в селе Урахи Сергокалинского района Дагестанской АССР.
Окончил Урахинскую среднюю школу, далее с отличием зоотехнический факультет Дагестанского сельскохозяйственного института
Трудовую деятельность начал зоотехником в Кайтагском районе, учился в аспирантуре Московской ветеринарной академии им Скрябина.
С 1954 года – доцент кафедры общей зоотехнии ДСХИ.
В 1965 году защитил кандидатскую диссертацию.
С 1967 – 1970 г.г – декан зоотехнического факультета ДСХИ.
С 1970 – 1974 (и с 1977 – 1983 г.г) – заведующий кафедрой кормления сельскохозяйственных животных ДСХИ.
С 1979 – 1985 г.г – Проректор Дагестанского сельскохозяйственного института.
С 1990 года – доктор сельскохозяйственных наук.
С 1985 по 2009 г.г – профессор Дагестанской государственной сельскохозяйственной академии.
С 1994 года – Лауреат государственной научной стипендии Правительства Российской Федерации.
С 1996 года – Академик Международной академии информатизации при ООН. 
Действительный член (академик) Академии аграрного образования России.
В 1997 г. присвоено учёное звание профессора. Опубликовал более 100 научных работ.
Подготовил 3 докторов и 17 кандидатов наук.
Скончался в 2009 году. Похоронен в с. Урахи Республики Дагестан. 

## Награды и звания
Почётные звания: Заслуженный зоотехник Российской Федерации и Заслуженный деятель науки Республики Дагестан.
Награждён медалями «За трудовое отличие», «Ветеран труда», знаками «За заслуги перед Республикой», «За отличные успехи в работе в высшей школе».

## Научные труды
- Алишейхов А. М. «Витаминное питание сельскохозяйственной птицы в условиях современного промышленного птицеводства Дагестана и Чечено-Ингушетии: Кировобад: 1980. С. 51»
- Алишейхов А. М. «Выращивание телят методом сменно-группового подсоса и мясные качества бычков холмогорской породы: Автореферат дисс. на соискание учен. степени кандидата с.-х. наук / Моск. вет. акад.»
- Алишейхов А. М. «Обоснование норм витаминов C и B₁₂ и ферментных препаратов для кур, цыплят и индюшат: (06.02.02): Автореф. дис. на соиск. учен. степ. д-ра с.-х. наук / Кубан. с.-х. ин-т»
- Алишейхов А. М. «Обоснование норм витаминов C и B₁₂ и ферментных препаратов для кур, цыплят и индюшат Микроформа: Дис. ... д-ра с.-х. наук: (06.02.02). М: 1990. С. 416»
- Алишейхов А. М. «Интенсивные факторы кормления в птицеводстве» / А. М. Алишейхов. - Махачкала : Даг. кн. изд-во, 1989. - 78,[1] с.; 20 см.